# Ricciotti Garibaldi
 (Montevideo, 24 febbraio 1847 – Riofreddo, 17 luglio 1924) è stato un generale, politico e patriota italiano, figlio di Anita e Giuseppe Garibaldi.

## Biografia

### Giovinezza

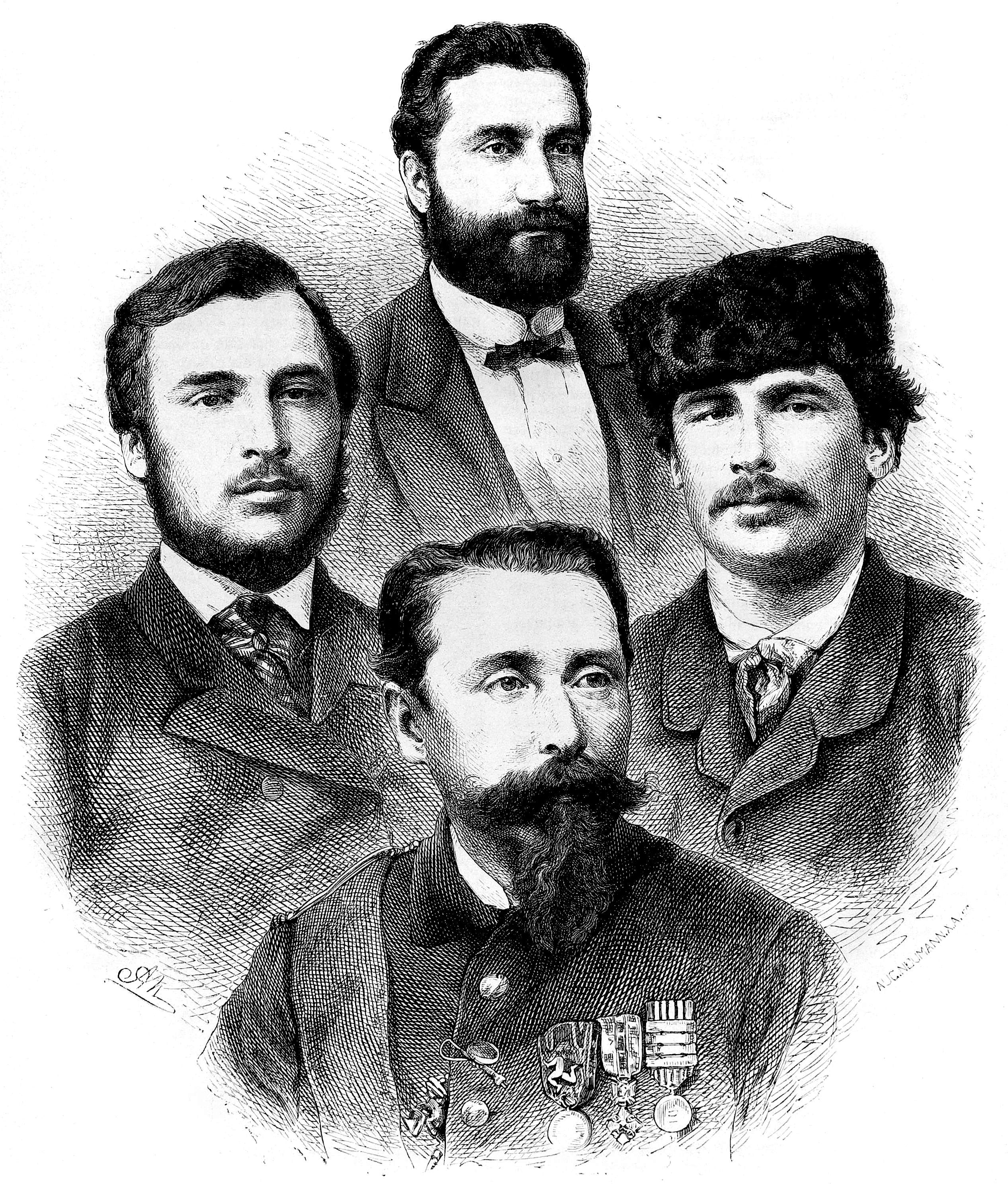
Ricciotti Garibaldi (a sinistra), Giovanni Nicotera (in alto), Menotti Garibaldi (a destra) e Giovanni Acerbi (in basso)

Nato in Uruguay, Ricciotti trascorse l'infanzia tra Nizza, Caprera e l'Inghilterra. Quarto figlio dell'Eroe dei due mondi, venne così chiamato in ricordo di Nicola Ricciotti, giustiziato dai borbonici nel corso della spedizione dei Fratelli Bandiera.

### Carriera militare
Dopo l'unità d'Italia, Ricciotti andò a vivere assieme al padre sull'isola di Caprera. Qui conobbe Bakunin, che fu ospite di Garibaldi per quattro giorni a Caprera nel 1863. Dal 1865 si stabilì a Napoli, iniziando a propagandare idee repubblicane e libertarie. Nel marzo 1864, assieme al fratello Menotti, il giovane Ricciotti accompagnò il padre nel suo viaggio in Inghilterra, di circa due mesi, nella sua prima comparsa pubblica.
Arruolatosi nelle Guide a cavallo del corpo dei volontari garibaldini, prese parte nel 1866 alla terza guerra d'indipendenza. Ricevette il battesimo del fuoco alla battaglia di Bezzecca, guidando una carica contro gli austriaci e portando la bandiera del reggimento. L'anno successivo al seguito del padre partecipò al fallito tentativo di conquistare Roma, combattendo il 26 ottobre 1867 alla conquista di Monterotondo e nella battaglia di Mentana al comando di uno squadrone di Guide a cavallo.
Nel 1867 Ricciotti, con Raffaele Piccoli, Giuseppe Foglia e Antonio Miceli, aderì ad un movimento filo-repubblicano guidato in Calabria da un vecchio garibaldino, l'avvocato Giuseppe Giampà, che aveva dato nascita al foglio politico "La luce calabra", propugnante fortemente l'ideale repubblicano. Il movimento sostenne, tra il 6 e 7 maggio 1870, il tentativo di fondare la repubblica libertaria, di ispirazione bakunista, di Filadelfia, nei territori compresi fra Filadelfia, Maida e Curinga, che, tuttavia, venne stroncato incruentemente dall'arrivo delle truppe del Regio Esercito, con l'arresto dei principali capi, dopo pochi giorni. Ricciotti, sfuggito all'arresto, tentò un'ultima difesa, occupando temporaneamente Monterosso Calabro, prima che il movimento venisse definitivamente disperso a seguito di uno scontro a Cortale; quindi si nascose a Cortale presso il massone e liberale Antonio Cefaly, che lo convinse a desistere dal proseguire la lotta.
Sebbene l'attività del piccolo movimento repubblicano si fosse esaurita presto, l'episodio ebbe echi giudiziari e parlamentari rilevanti.
Nell'ottobre 1870, seguendo il padre, partecipò alla guerra franco-prussiana, combattendo nei Vosgi, dove occupò Châtillon-sur-Seine comandando la 4ª brigata di volontari garibaldini e conquistò a Pouilly, durante la battaglia di Digione, la bandiera del 61º reggimento tedesco Pomerania, l'unica bandiera prussiana presa durante la guerra, terminata con la sconfitta francese. Alla firma dell'armistizio franco prussiano, la municipalità di Lione gli offrì il grado di generale e il comando della guardia nazionale cittadina, incarico che rifiutò su suggerimento del padre, memore delle incomprensioni avute a Montevideo comandando come straniero truppe patriottiche; si spostò poi a Parigi per osservare lo svolgersi delle vicende della Comune di Parigi (1871).
Nel 1897, fregiandosi del grado di generale, tornò a combattere nella guerra greco-turca, in difesa della Grecia, nella  battaglia di Domokos, dove i garibaldini si sacrificarono, lasciando sul campo, tra gli altri, il deputato repubblicano Antonio Fratti, per coprire la ritirata all'esercito greco. 
E di nuovo nel 1912 a Drisko, al comando di un corpo di camicie rosse, combattendo nella prima guerra balcanica in difesa della Grecia contro l'Impero ottomano.

### Attività politica
Il suo impegno rivoluzionario proseguì quando Giuseppe Garibaldi ruppe definitivamente con Mazzini, prendendo posizione favorevole verso la Prima Internazionale dei lavoratori; nel novembre 1871 Ricciotti era a Londra, dove visitò Karl Marx e nella sua casa incontrò anche Friedrich Engels. La sua popolarità fra i circoli operai e anarchici aumentava e, dopo la morte di Giuseppe Mazzini, assieme a qualche mazziniano ed a qualche garibaldino fondò, nell'agosto 1872, riunendo 300 persone al teatro Argentina, l'associazione dei Franchi cafoni o "associazione dei Liberi Cafoni", denominazione con richiami contadini, e probabilmente di ispirazione bakuniana, con cui avrebbe voluto riunire i democratici italiani per organizzare la "democrazia pura". Il nome dell'organo di stampa del movimento, "Spartacus", è indicativo dei propositi rivoluzionari dell'associazione, che tra i suoi obiettivi poneva quello del suffragio universale. L'associazione ben presto assunse i caratteri di associazione di ideali socialisti, finendo in poco tempo per essere disciolta dalla questura romana.
Nel 1874 si sposò con l'inglese Constance Hopcraft, trasferendosi per sette anni in Australia, dove nel 1879 nacque il primo figlio, Peppino. Dopo essersi candidato invano  nel 1883, nel 1887 fu eletto deputato alla Camera nella XVI legislatura, nel collegio di Roma I, ma si dimise nel 1890.
Convinto interventista, non partecipò direttamente -ormai non più giovane- alla prima guerra mondiale, animando, tuttavia, il fronte interno. Spinse il figlio Peppino a raccogliere una legione di volontari italiani che fu impiegata nelle Argonne dove altri due suoi figli, Bruno e Costante, persero la vita.
Successivamente, nel 1919, manifestò il suo appoggio all'Impresa di Fiume di D'Annunzio, offrendosi per supportare con i suoi uomini l'estensione al Montenegro delle vocazioni espansionistiche dei legionari fiumani. 
Aderì al fascismo, e ricevette personalmente Benito Mussolini, conosciuto durante il periodo irredentista, in occasione di una sua visita a Caprera il 10 giugno 1923.

## Discendenza
Dal matrimonio con Harriet Constance Hopcraft (1853-1941) Ricciotti ebbe otto figli, sette maschi ed una femmina:
- Anita Italia (1878 - Roma 1962)
- Giuseppe jr (South Yarra, 1879 - Roma, 1950), ufficiale della Legione straniera e generale del Regio esercito
- Ricciotti jr. (Roma, 1881 - Roma, 1951), militare e antifascista
- Menotti jr. (1884 - Sri Lanka 1934)
- Sante (Roma 1885 - Bordeaux, 1946), combatté nell'Argonne durante la prima guerra mondiale nella Legione garibaldina
- Bruno (1889 - 1914), deceduto in guerra nell'Argonne
- Costante (Roma 1892 - 1915), deceduto in guerra nell'Argonne
- Ezio (Riofreddo, 1894 - 1969), combatté nell'Argonne e sulle Alpi, fu irredentista e deputato fascista